# Берра
Берра (італ. Berra) — муніципалітет в Італії, у регіоні Емілія-Романья, провінція Феррара.
Берра розташована на відстані близько 350 км на північ від Рима, 75 км на північний схід від Болоньї, 31 км на північний схід від Феррари.
Населення — 4954 особи (2014).
Щорічний фестиваль відбувається 16 серпня. Покровитель — святий Рох.

## Демографія
Населення за роками:

Станом на 31 грудня 2014 року в муніципалітеті офіційно проживали 392 іноземці з 24 країн, серед них 78 громадян країн Євросоюзу та 52 громадяни України.

## Сусідні муніципалітети
- Аріано-нель-Полезіне
- Кодігоро
- Коппаро
- Креспіно
- Йоланда-ді-Савоя
- Мезола
- Папоцце
- Ро
- Вілланова-Маркезана